# Jo Weil

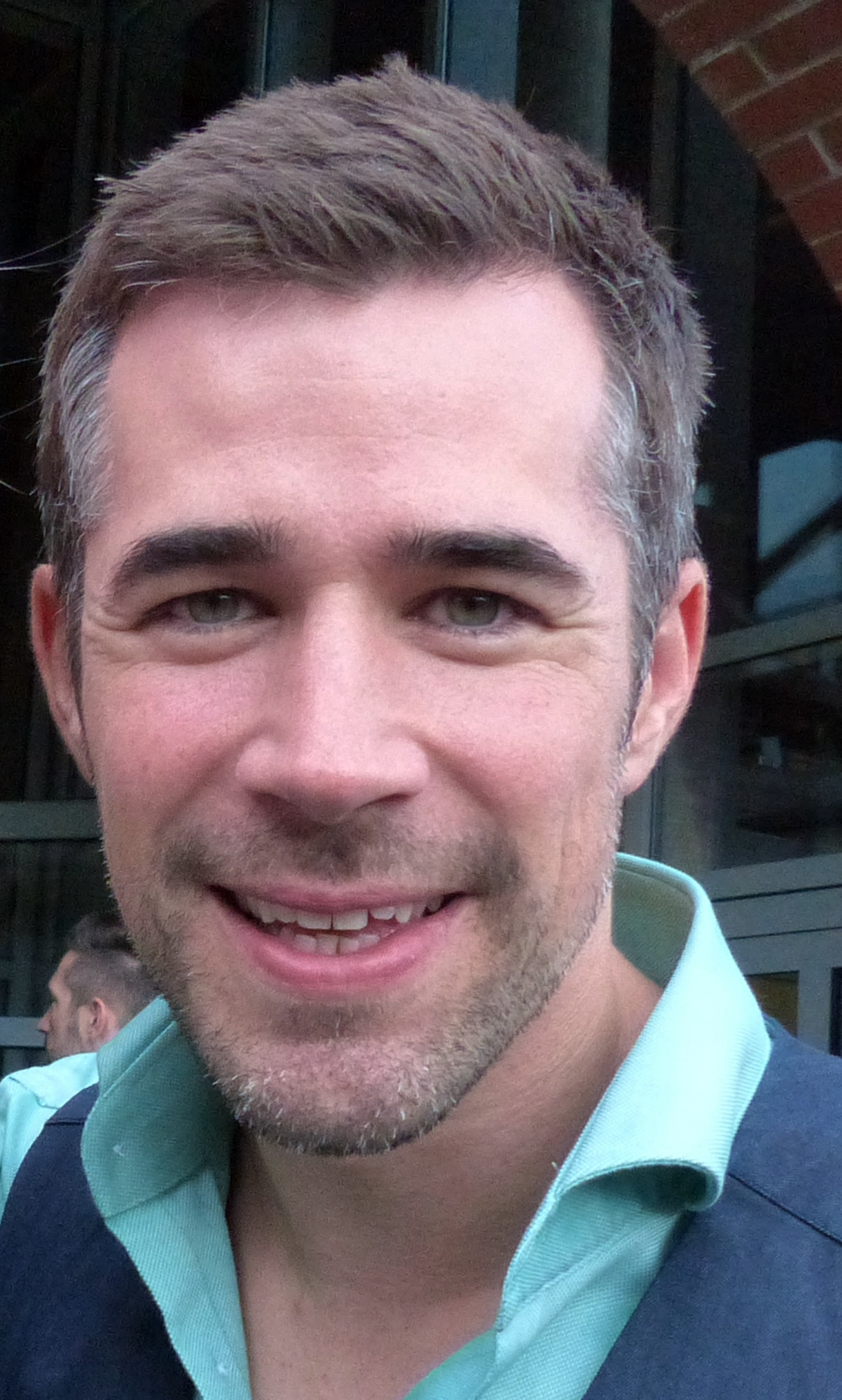
Jo Weil (2014)

Johannes Hermann Bruno Anton „Jo“ Weil (* 29. August 1977 in Frankfurt am Main) ist ein deutscher Schauspieler, Synchronsprecher, Sänger und Autor.

## Leben
Jo Weil ist der Sohn eines Diplom-Kaufmanns und einer Physiotherapeutin. Er wuchs mit einem drei Jahre jüngeren Bruder in Fulda-Petersberg auf und legte das Abitur an der Freiherr-vom-Stein-Schule in Fulda ab.  Nach Abitur und Zivildienst besuchte er die Schauspielschule in Köln und nahm privaten Schauspiel- und Gesangsunterricht.
Weil spielte in TV-Produktionen und auf der Theaterbühne. Außerdem übernahm er Model- und Moderationsjobs und betätigte sich als (Synchron-)Sprecher. Er schrieb seine eigene Star-Kolumne im englischen Lifestyle-Magazin „reFRESH“.
Von 2000 bis 2002 war Jo Weil in der Hauptrolle des bisexuellen Oliver Sabel in der Vorabendserie Verbotene Liebe zu sehen. Nach einer fünfjährigen Pause nahm er diese Rolle von 2007 bis zur Einstellung der Serie im Jahr 2015 erneut an.
Jo Weil unterstützte als Schirmherr im Jahr 2009 die Puzzle-der-Wünsche-Tour, bei der bundesweit Kinderwünsche erfüllt werden sowie die Aktion Tagwerk. 2010 nahm er an der Kochshow Das perfekte Promi-Dinner teil.
Nachdem er mit seiner 2002 veröffentlichten ersten Single One More Try, einer Coverversion des gleichnamigen Titels von Timmy T aus dem Jahr 1990, erfolglos blieb, präsentierte er am 31. Mai 2014 seine zweite Single Explosiv in der ARD-Show Das Sommerfest am See. Das Lied ist erneut eine Coverversion, diesmal von Michael Morgan, der den Song 2002 bereits veröffentlichte.
Ab August 2016 moderierte Weil das Format Lifestyle mit Jo Weil beim Onlinesender Wirtschaft TV. Die erste Staffel wurde in Palma aufgezeichnet. Gäste waren Thomas Rath, Natascha Ochsenknecht, Sila Sahin, Kristina Bach und Christian Polanc.
2017 nahm er mit Mirja du Mont als Tanzpartnerin an der Sendung Dance Dance Dance teil. 2018 übernahm er die Rolle des Frank Farmer im Musical Bodyguard im Ronacher in Wien. Von November 2020 bis Januar 2021 war er in Verbotene Liebe – Next Generation, der Streaming-Neuauflage und Fortsetzung von Verbotene Liebe auf TVNOW, wieder als Oliver Sabel zu sehen. Von April 2022 bis November 2023 war er mit teils längeren Unterbrechungen in der Serie Unter uns als Dominic Adams zu sehen. Seit Februar 2025 spielt er in der ARD-Telenovela Sturm der Liebe die Rolle des Dr. Yannik Rudloff.
Im Jahr 2020 outete er sich in einem RTL-Interview als homosexuell. Er lebte seit über zehn Jahren mit seinem Lebenspartner Tom in einer Beziehung. Über sein Coming-out und das langjährige Verstecken seiner Homosexualität erzählte er am 26. Mai 2020 in der Fernsehsendung Nachtcafé.
Neben seiner Schauspielkarriere engagiert sich Weil ehrenamtlich als Botschafter für die „Aidshilfe Köln“.
Er lebt in Köln.

## Filmografie
- 1997: Geliebte Schwestern (Fernsehserie, mehrere Folgen)
- 1997: Der Einstellungstest
- 2000: Die Motorrad-Cops – Hart am Limit (Fernsehserie, 1 Folge)
- 2000–2002, 2007–2015: Verbotene Liebe (Fernsehserie, 1428 Folgen)
- 2001: Layla (Kurzfilm)
- 2002–2004: Medicopter 117 – Jedes Leben zählt (Fernsehserie, 18 Folgen)
- 2004: Warten auf irgendwas (Kurzfilm)
- 2005: The Autobahn (Kinofilm)
- 2008: 112 – Sie retten dein Leben (Fernsehserie, 1 Folge)
- 2011: Die Puppen-WG
- 2011: Das Leben ist keine Autobahn
- 2012–2014: Tatort Dortmund (Fernsehreihe, als Toni Kelling)
  - Folge 844: Alter Ego
  - Folge 849: Mein Revier
  - Folge 886: Eine andere Welt
  - Folge 898: Auf ewig Dein
- 2012: In aller Freundschaft (Fernsehserie, 1 Folge)
- 2013–2017: SOKO München (Fernsehserie, 2 Folgen, verschiedene Rollen)
- 2014: Heiter bis tödlich: Koslowski & Haferkamp (Fernsehserie, 1 Folge)
- 2015: Alles was zählt (Fernsehserie, 40 Folgen)
- 2016: Lula (Kurzfilm)
- 2016: Die Rosenheim-Cops (Fernsehserie, Folge: Die Rückkehr der Schwester)
- 2017–2018: Rote Rosen (Fernsehserie, 28 Folgen)
- 2017: Oskar – Gehen, wenn’s am schönsten ist
- 2017: Sodom (britischer Kinofilm)
- 2017: The Toymaker (britischer Kinofilm)
- 2020–2021: Verbotene Liebe – Next Generation (Fernsehserie, 10 Folgen)
- 2022–2023: Unter uns (Fernsehserie, 81 Folgen)
- Seit 2025: Sturm der Liebe (Fernsehserie)

## Theater (Auswahl)
- 2000: Glück auf, Köln
- 2004–2005: Gespenster, Neunkirchen
- 2006–2007: Bei Verlobung Mord, Darmstadt
- 2007–2009: Ganze Kerle, Düsseldorf
- 2008: Ganze Kerle, Tournee
- 2013: Landeier – Bauern suchen Frauen, Düsseldorf
- 2014: Landeier – Bauern suchen Frauen, Tournee
- seit 2018: Bodyguard – Das Musical (Rolle: Frank Farmer)

## Hörspiele
- 2014: Michel Decar: Jonas Jagow – Regie: Michel Decar (Hörspiel – DKultur)

## Diskografie
- 2002: One More Try
- 2014: Explosiv

## Kolumnen
- seit 2009: Weil’s World (Star-Kolumne im englischen Lifestyle-Magazin reFRESH)

## Auszeichnung
- 2011: German Soap Award – Bestes Liebespaar (zusammen mit Thore Schölermann)
- 2011: German Soap Award – Fanpreis Männlich
- 2012: German Soap Award – Fanpreis Männlich
- 2022: Unter uns Starwahl – Fanpreis Bester Episodendarsteller